# Gajówka (Wronów)
Gajówka – osada wsi Wronów w Polsce, położona w województwie świętokrzyskim, w powiecie ostrowieckim, w gminie Waśniów.
W latach 1975–1998 osada administracyjnie należała do województwa kieleckiego.